# Rossana de los Ríos
Rossana de los Ríos (Assunção, 16 de setembro de 1975) é uma jogadora profissional de tênis paraguaia.
A partir de 31 de agosto de 2009, ela está classificada em 80 Sony Ericsson WTA Tour. Ela nasceu na capital paraguaia, Assunção, e agora vive em Miami, E.U.A., com seu 10-year-old filha Ana Paula Neffa de los Rios e seu marido Gustavo Neffa um ex-futebolista paraguaio que foi jogar para o Boca Juniors. Rossana conseguido uma carreira de singles de alto escalão do n º 51 de Setembro de 2001, e tem sido tão elevado como 52 º em duplas. Ela jogou duplas com jogadores como Maria Sharapova, Svetlana Kuznetsova, Jelena Jankovic e Arantxa Sánchez Vicario.
De los Rios foi um tenista de sucesso no circuito de tênis juniores. Ela foi a número um do mundo júnior em 1992 e venceu o Junior 1992 Aberto da França, batendo Paola Suárez 6-4 6-0 na final. Ela virou-se profissional em 1993, mas dentro de um ano ela se aposentou do tênis profissional, citando o seu novo casamento e seu desejo de criar uma família. Cinco anos depois, no entanto, Rossana dedicar-se, e fez uma corrida de inspiração para a quarta rodada, no 2000 Aberto da França, que não só era impressionante para um jogador que não tinha jogado profissionalmente há cinco anos, mas também tornou através das rondas de qualificação e incluiu uma vitória sobre o Amanda Coetzer. Após uma série de lesões forçou fora de ação por algum tempo em 2004 e mais de 2005, Rossana encontrado grande sucesso em 2006 e seu céu Ranking WTA disparou mais de 150 lugares para apenas fora do top 200. Nos últimos dois anos, Rossana tenha voltado a entrar no top 100 no Sony Ericsson WTA Tour Rankings em várias ocasiões, e, a partir de agosto de 2009, ela coloca no número 80 do mundo.